# Beata Zarzycka
Beata Zarzycka (ur. 8 października 1974 r. w  Łukowie) – polska zakonnica ze zgromadzenia sióstr albertynek, psycholog, dr hab., profesor uczelni Instytutu Psychologii Wydziału Nauk Społecznych Katolickiego Uniwersytetu Lubelskiego Jana Pawła II.

## Życiorys
5 czerwca 2003 obroniła pracę doktorską Psychospołeczne uwarunkowania poczucia zmian w obrazie siebie w trakcie formacji zakonnej, następnie uzyskała stopień doktora habilitowanego. W 2020 r. została zatrudniona na stanowisku prorektora na Katolickim Uniwersytecie Lubelskim. Jest pierwszą zakonnicą w historii uczelni pełniącą tę funkcję. 
Jest profesorem uczelni w Instytucie Psychologii na Wydziale Nauk Społecznych Katolickiego Uniwersytetu Lubelskiego Jana Pawła II.